# Terri Conn
Terri Conn (Bloomington, 28 januari 1975), voorheen ook bekend als Terri Colombino, is een Amerikaanse actrice die vooral bekend werd door haar rol als Katie Peretti in de Amerikaanse soapserie As the World Turns.
Voor As the World Turns speelde Conn rollen in series als Profiler, The Young and the Restless en 7th Heaven.
Samen met acteur Mark Collier (Mike Kasnoff) werd Conn uitgeroepen tot leukste acteur en actrice van As the World Turns. Conn speelt de rol van Katie Peretti al sinds 1998 tot het einde van de soap in 2010. Ze was van 2001 tot 2010 getrouwd met Arthur Colombino. Samen hebben ze een kind. Nu is ze samen met acteur Austin Peck, die Brad Snyder speelde in As the World Turns. Sinds november 2010 speelt ze de rol van Aubrey Wenthworth in een andere daytime soap, One Life to Live.

## Carrière

### Vaste rollen
- Breaker High – Ashlee Dupree (1997–1998)
- As the World Turns – Katie Peretti (1998–2010)
- One Life to Live – Aubrey Wenthworth (2010–2012)

### Gastrollen
- Kickboxer 4 – Eliza (1994)
- Spitfire – Vicky (1995)
- The Young and the Restless – Patty (1995)
- Profiler – Candy Bruckner (1996)
- Brotherly Love – Meisje (1997)
- Step by Step – Julie Fleming (1997)
- 7th Heaven – Charlotte (1998)
- Long Story Short – Tina Hobble (2002)
- Law & Order: Criminal Intent – Chantal (2003)